# Ernesto Vidal
Ernesto José Vidal (15. november 1921 – 20. februar 1974) var en uruguayansk fodboldspiller (angriber), og verdensmester med Uruguays landshold ved VM 1950.
Vidal var en del af Uruguays landshold, der vandt guld ved VM i 1950 i Brasilien. Han var på banen i tre af uruguayanernes fire kampe i turneringen, og scorede ét mål undervejs. På klubplan repræsenterede han Montevideo-storklubben Peñarol, italienske Fiorentina og argentinske Rosario Central..